# Václavka smrková
Václavka smrková (Armillaria ostoyae) je parazitická houba z rodu václavka.

## Popis
Klobouk je hnědý až později hnědočervený, hustě pokrytý hnědočernými šupinkami a dosahuje velikosti v rozmezí 3 až 20 cm. Lupeny jsou bělavé. Třeň je válcovitý, pokrytý hnědými vločkami. Je cítit po plísňovém sýru.

## Výskyt
Obvykle roste v trsech od časného jara do pozdního podzimu převážně na kořenech a dřevu jehličnatých stromů v lesích severního mírného pásu.

## Význam
Václavka smrková představuje významný patogen způsobující odumírání stromů, které napadá od kořenů. Je to jedlá houba, ale ne každý ji snáší. U některých lidí vyvolává příznaky podobné chřipce. Stejně jako všechny ostatní druhy václavek je syrová mírně jedovatá (nechutná), a proto se musí vařit alespoň 8 minut.

## Největší houba
Podhoubí této václavky zabírá velké plochy. V národním lese Malheur v Oregonu byl nalezen exemplář o rozloze přibližně 9 km² (965 ha) a vypočtené hmotnosti cca 600 tun. Podle současných poznatků je houba v Oregonu „největší houbou na Zemi“ a je považován za největšího živého tvora na Zemi, pokud jde o jeho plochu. Její stáří se odhaduje v rozmezí 2000–8500 let.